# تپه شاه مردان
تپه شاه مردان مربوط به سدهٔ ۱۱ و ۱۲ ه.ق است و در شهرستان سراوان، بخش مرکزی، روستای دزک واقع شده و این اثر در تاریخ ۷ مهر ۱۳۸۱ با شمارهٔ ثبت ۶۴۷۱ به‌عنوان یکی از آثار ملی ایران به ثبت رسیده است.